# Staatliches Wano-Saradschischwili-Konservatorium

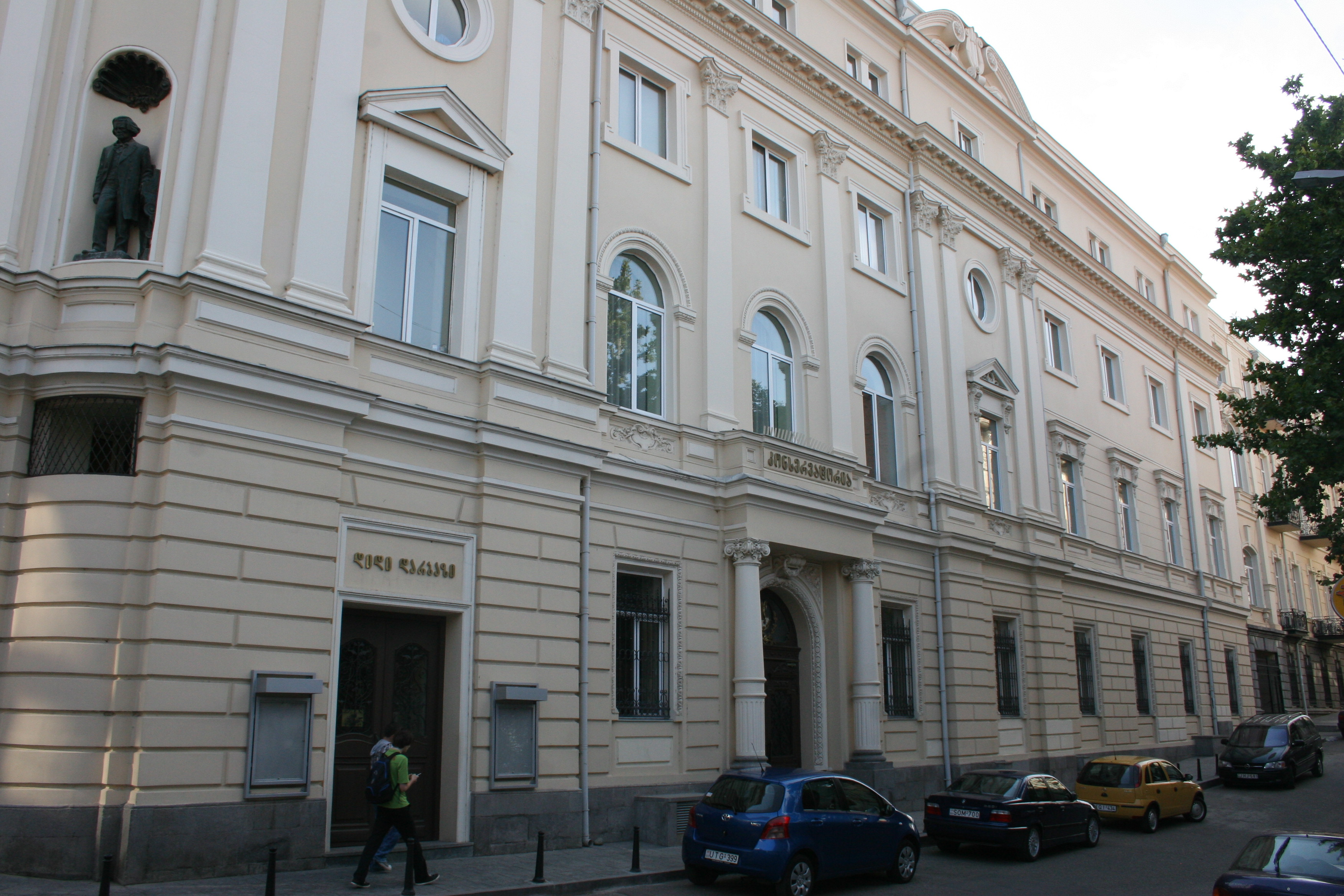
Eingang Konservatorium Tiflis (2009)

Das Staatliche Wano-Saradschischwili-Konservatorium, kurz Konservatorium Tiflis, (georgisch ვანო სარაჯიშვილის სახელობის თბილისის სახელმწიფო კონსერვატორია; englisch Vano Saradjishvili Tbilisi State Conservatoire) ist eine 1917 gegründete Musikhochschule in Tiflis, der Hauptstadt Georgiens.

## Geschichte
Das Konservatorium Tiflis wurde am 1. Mai 1917 gegründet. 1924 wurde es Staatliches Konservatorium. 1947 erfolgte die Namensergänzung nach dem georgischen Sänger Wano Saradschischwili (georgisch ვანო სარაჯიშვილი). Seit 2006 ist das Konservatorium Mitglied der European Association of Conservatoires (AEC).

## Bekannte Absolventen
- Khatia Buniatishvili (Pianistin)
- Giorgi Latso (Pianist)
- Nino Matschaidse (Sängerin)
- Ani und Nia Sulkhanishvili (Klavierduo)
- Aleksandre Toradse (Pianist)